# Calentamiento global

Tendencia del cambio térmico en los últimos 50 años: temperaturas promedio del aire en la superficie.

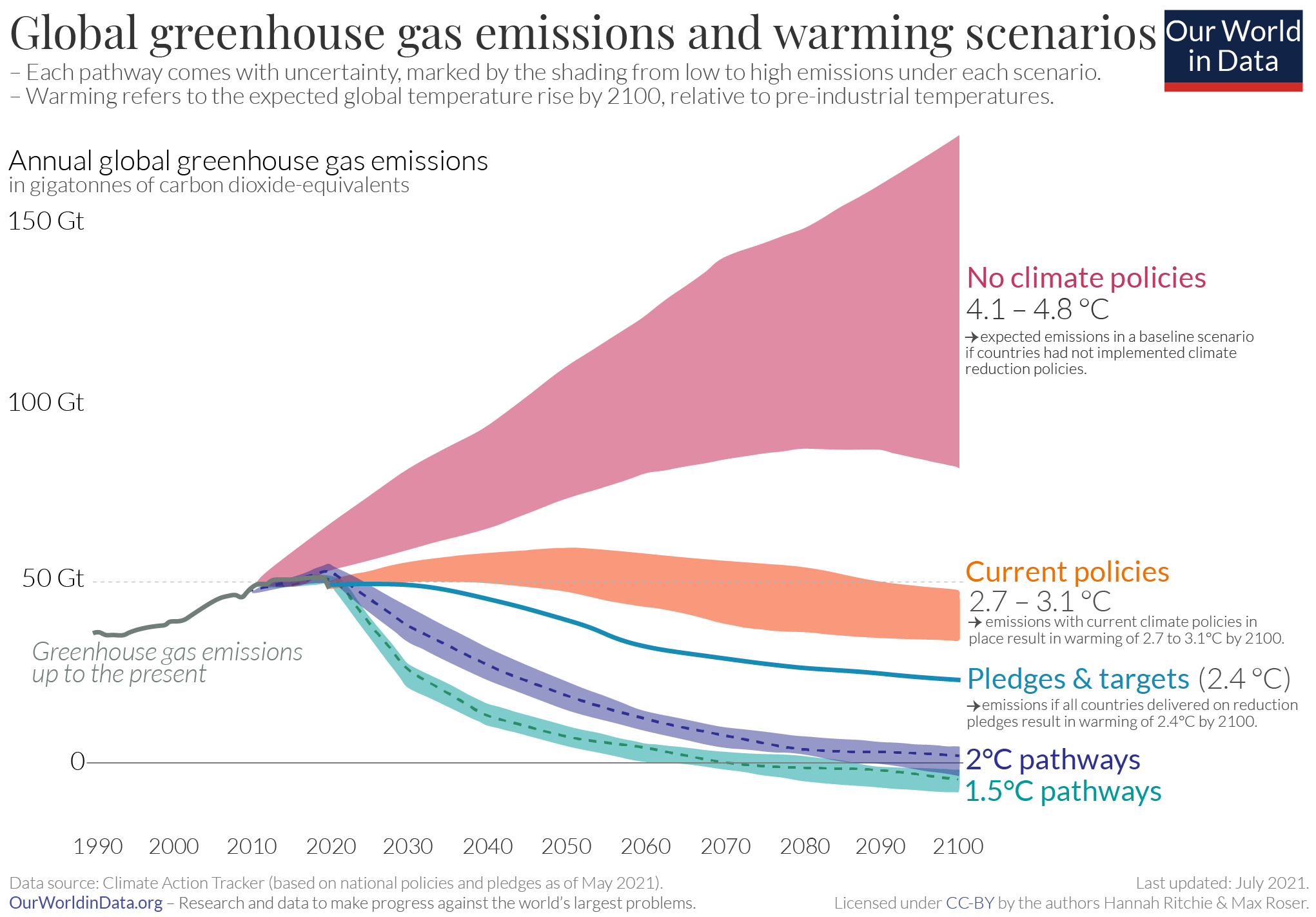
Posibles escenarios futuros de emisiones globales de gases de efecto invernadero. Si todos los países logran sus promesas actuales establecidas en el acuerdo climático de París, el calentamiento promedio para el 2100 irá mucho más allá del objetivo del Acuerdo de París de mantener el calentamiento «muy por debajo de los 2°C».

En climatología, el calentamiento global es el aumento a largo plazo de la temperatura atmosférica media del sistema climático de la Tierra debido a la intensificación del efecto invernadero. Es un aspecto primordial del cambio climático actual, demostrado por la medición directa de la temperatura, el registro de temperaturas del último milenio y de varios efectos del calentamiento global ya visibles. La paleoclimatología muestra que ha habido variaciones históricas en el clima de la Tierra, pero las que están ocurriendo actualmente lo están haciendo a un ritmo sin precedentes que no puede ser explicado por causa natural alguna, por lo que, según la evidencia científica del calentamiento global, este drástico cambio solo puede deberse a la desmedida actividad humana de los últimos tiempos, la cual es una de las principales causas del calentamiento global.
Las locuciones calentamiento global y cambio climático a menudo se usan indistintamente, aludiendo al incremento general en las temperaturas de superficie y su aumento proyectado causado predominantemente por las intensas actividades humanas (antrópico). Para algunos expertos, esa definición corresponde únicamente a calentamiento global mientras cambio climático incluye tanto el calentamiento global como sus efectos en el clima, mientras que para otros es indistinto. Si bien ha habido periodos prehistóricos de calentamiento global, varios de los cambios observados desde mediados del siglo XX no han tenido precedentes desde décadas a milenios.
En 2013, el Quinto Informe de Evaluación (AR5) del Grupo Intergubernamental de Expertos sobre el Cambio Climático (IPCC) concluyó que «es extremadamente probable que la influencia humana ha sido la causa dominante del calentamiento observado desde la mitad del siglo XX». La mayor influencia humana ha sido la emisión de gases de efecto invernadero como el dióxido de carbono, metano y óxidos de nitrógeno. Las proyecciones de modelos climáticos resumidos en el AR5 indicaron que durante el presente siglo la temperatura superficial global subirá probablemente 0.3 a 1.7 °C para su escenario de emisiones más bajas usando mitigación estricta y 2.6 a 4.8 °C para las mayores. Estas conclusiones han sido respaldadas por las academias nacionales de ciencia de los principales países industrializados y no son disputadas por ninguna organización científica de prestigio nacional o internacional.
El cambio climático futuro y los impactos asociados serán distintos en una región a otra alrededor del globo. Los efectos anticipados incluyen un aumento en las temperaturas globales, una subida en el nivel del mar, un cambio en los patrones de las precipitaciones y una expansión de los desiertos subtropicales. Se espera que el calentamiento sea mayor en la tierra que en los océanos y que el más acentuado suceda en el Ártico, con el continuo retroceso de los glaciares, el permafrost y la banquisa. Otros efectos probables incluyen fenómenos meteorológicos extremos más frecuentes, tales como olas de calor, sequías, lluvias torrenciales y fuertes nevadas; acidificación del océano y extinción de especies debido a regímenes de temperatura cambiantes. Entre sus impactos humanos significativos se incluye la amenaza a la seguridad alimentaria por la disminución del rendimiento de las cosechas y la pérdida de hábitat por inundación. Debido a que el sistema climático tiene una gran inercia y los gases de efecto invernadero continuarán en la atmósfera por largo tiempo, muchos de estos efectos persistirán no solo durante décadas o siglos, sino por decenas de miles de años.
Las posibles respuestas al calentamiento global incluyen la mitigación mediante la reducción de las emisiones, la adaptación a sus efectos, la construcción de sistemas resilientes a sus impactos y una posible ingeniería climática futura. La mayoría de los países son parte de la Convención Marco de las Naciones Unidas sobre el Cambio Climático (CMNUCC), cuyo objetivo último es prevenir un cambio climático antrópico peligroso. La CMNUCC ha adoptado una serie de políticas destinadas a reducir las emisiones de gases de efecto invernadero y ayudar en la adaptación al calentamiento global. Los miembros de la CMNUCC han acordado que se requieren grandes reducciones en las emisiones y que el calentamiento global futuro debe limitarse muy por debajo de 2.0 °C con respecto al nivel preindustrial con esfuerzos para limitarlo a 1.5 °C.
La reacción del público al calentamiento global y su preocupación a sus impactos también están aumentando. Un informe global de 2015 por Pew Research Center halló que una media de 54 % lo considera «un problema muy serio». Existen diferencias regionales significativas, con los estadounidenses y chinos, cuyas economías son responsables por las mayores emisiones anuales de CO2, entre los menos preocupados.

## Terminología
En la década de 1950, la investigación sugirió un aumento de las temperaturas y un periódico de 1952 comunicó un «cambio climático». Después, esta frase apareció en un informe de noviembre de 1957 en The Hammond Times que describe la investigación de Roger Revelle sobre los efectos del aumento de las emisiones antrópicas de CO2 en el efecto invernadero: «puede resultar en un calentamiento global a gran escala, con cambios climáticos radicales». Se usaron ambas frases solo ocasionalmente hasta 1975, cuando Wallace Smith Broecker publicó un artículo científico sobre el tema: «Cambio Climático: ¿Estamos al borde de un calentamiento global pronunciado?». La frase comenzó a entrar en uso común y en 1976 la declaración de Mijaíl Budyko que «ha comenzado un calentamiento global» fue ampliamente difundida. Otros estudios, como el informe del MIT de 1971, se refirieron al impacto humano como una «modificación climática inadvertida», pero un influyente estudio de 1979 por la Academia Nacional de Ciencias de Estados Unidos, encabezado por Jule Charney, siguió a Broecker en el uso de calentamiento global para el aumento de las temperaturas superficiales, mientras que describió los efectos más amplios del aumento de CO2 como cambio climático.
En 1986 y noviembre de 1987, el climatólogo de la NASA James Hansen dio testimonio ante el Congreso sobre el calentamiento global, pero ganó poca atención. Hubo problemas crecientes de olas de calor y sequía en el verano de 1988 y cuando Hansen testificó en el Senado el 23 de junio provocó el interés internacional. Dijo: «El calentamiento global ha llegado a un nivel tal que podemos atribuir con un alto grado de confianza una relación de causa y efecto entre el efecto invernadero y el calentamiento observado». La atención pública se incrementó durante el verano y calentamiento global se convirtió en el término popular dominante, utilizado comúnmente tanto por la prensa como en el discurso público.
En un artículo de la NASA de 2008 sobre los términos, Erik M. Conway definió calentamiento global como «el aumento de la temperatura superficial media de la Tierra debido a los crecientes niveles de gases de efecto invernadero», mientras que cambio climático es «un cambio a largo plazo en el clima de la Tierra o de una región de la Tierra». Ya que los efectos como cambios en los patrones de precipitaciones y el aumento del nivel del mar probablemente tendrían más impacto que solo las temperaturas, consideró cambio climático global un término más científicamente exacto y, al igual que el Grupo Intergubernamental de Expertos sobre el Cambio Climático, el sitio web de la NASA enfatizaría este contexto más amplio.
Buena parte de la comunidad científica ha empezado a usar los términos crisis climática y emergencia climática en lugar de calentamiento global o cambio climático, con el fin de precisar la gravedad de la situación actual. En junio de 2019, tales expresiones han sido incorporadas a las recomendaciones de Fundéu BBVA a los medios de comunicación en español. Oxford Dictionary eligió emergencia climática como la palabra del año 2019.

## Elevación térmica observada

Distribución del calentamiento. Cambios proyectados en la temperatura media de la superficie en relación con 1850–1900, basados en los cambios medios de modelos múltiples de la CMIP6.

La Tierra ha estado en un desequilibrio radiativo al menos desde la década de 1970, donde ingresa más energía a la atmósfera que la que escapa. La mayoría de esta energía extra se ha almacenado en los océanos. Es muy probable que las actividades humanas contribuyeron sustancialmente al incremento en el contenido oceánico de calor.

Temperaturas medias de los últimos 2000 años según distintas reconstrucciones a partir de proxies climáticos, suavizadas por decenio, con el registro instrumental de temperaturas sobrepuesto en negro.

Gráfico de las anomalías de las temperaturas anuales del globo, mostrando El Niño-Oscilación del Sur.

La temperatura promedio de la superficie de la Tierra ha aumentado alrededor de 0.8 °C desde 1880. La velocidad de calentamiento casi se duplicó en la segunda mitad de dicho periodo (0.13 ± 0.03 °C por década, versus 0.07 ± 0.02 °C por década). El efecto isla de calor es muy pequeño, estimado en menos de 0.002 °C de calentamiento por década desde 1900. Las temperaturas en la troposfera inferior se han incrementado entre 0.13 y 0.22 °C por década desde 1979, de acuerdo con las mediciones de temperatura por satélite. Los proxies climáticos demuestran que la temperatura se ha mantenido relativamente estable durante mil o dos mil años hasta 1850, con fluctuaciones que varían regionalmente tales como el Período cálido medieval y la Pequeña edad de hielo.
El calentamiento que se evidencia en los registros de temperatura instrumental es coherente con una amplia gama de observaciones, de acuerdo con lo documentado por muchos equipos científicos independientes. Algunos ejemplos son el aumento del nivel del mar debido a la fusión de la nieve y el hielo y la expansión del agua al calentarse por encima de 3.98 °C (dilatación térmica), el derretimiento generalizado de la nieve y el hielo con base en tierra, el aumento del contenido oceánico de calor, el aumento de la humedad, y la precocidad de los fenómenos primaverales, por ejemplo, la floración de las plantas. La probabilidad de que estos cambios pudieran haber ocurrido por azar es virtualmente cero.
Los cambios de temperatura varían a lo largo del globo. Desde 1979, las temperaturas en tierra han aumentado casi el doble de rápido que las temperaturas oceánicas (0.25 °C por década frente a 0.13 °C por década). Las temperaturas del océano aumentan más lentamente que las terrestres debido a la mayor capacidad caloríca efectiva de los océanos y porque estos pierden más calor por evaporación. Desde el comienzo de la industrialización la diferencia térmica entre los hemisferios se ha incrementado debido al derretimiento de la banquisa y la nieve en el Polo Norte. Las temperaturas medias del Ártico se han incrementado a casi el doble de la velocidad del resto del mundo en los últimos cien años; sin embargo las temperaturas árticas además son muy variables. A pesar de que en el hemisferio norte se emiten más gases de efecto invernadero que en el hemisferio sur, esto no contribuye a la diferencia en el calentamiento debido a que los principales gases de efecto invernadero persisten el tiempo suficiente para mezclarse entre ambas mitades del planeta.
La inercia térmica de los océanos y las respuestas lentas de otros efectos indirectos implican que el clima puede tardar siglos o más para modificarse a los cambios forzados. Estudios de compromiso climático indican que incluso si los gases de invernadero se estabilizaran en niveles del año 2000, aún ocurriría un calentamiento adicional de aproximadamente 0.5 °C.
La temperatura media de la Tierra está sujeta a fluctuaciones de corto plazo que se superponen a las tendencias de largo plazo y pueden enmascararlas temporalmente. La relativa estabilidad de la temperatura superficial en 2002-2009, periodo bautizado como el hiato en el calentamiento global por los medios de comunicación y algunos científicos, es coherente con tal incidente. Actualizaciones realizadas en 2015 para considerar diferentes métodos de medición de las temperaturas oceánicas superficiales muestran una tendencia positiva durante la última década.

## Causas
Las causas del calentamiento global, también llamados forzamientos externos, son los mecanismos dominantes externos al sistema climático —pero no necesariamente externos a la Tierra— que causan el calentamiento global observado en el registro de temperaturas. Las investigaciones se han centrado en las causas del calentamiento observado desde 1979, período en el que la actividad humana ha tenido un crecimiento más rápido y se han podido realizar mediciones satelitales sobre la alta atmósfera.
Las principales causas antropogénicas del calentamiento global son el incremento de las concentraciones atmosféricas de gases de efecto invernadero. Las principales causas no antropogénicas son las variaciones en la luminosidad solar, las erupciones volcánicas y las variaciones orbitales de la Tierra alrededor del Sol.
La «detección» es el proceso de demostrar que el clima ha cambiado en cierto sentido estadístico definido, sin proporcionar una razón para ese cambio. La detección no implica la atribución del cambio detectado a una causa particular. La «atribución» de las causas del cambio climático es el proceso de establecer las causas más probables para el cambio detectado con un cierto nivel de confianza definido. La detección y atribución también se pueden aplicar a cambios observados en los sistemas físicos, ecológicos y sociales.

### Gases de efecto invernadero
El efecto invernadero es el proceso mediante el cual la absorción y emisión de radiación infrarroja por los gases en la atmósfera de un planeta calientan su atmósfera interna y la superficie.
En la Tierra, las cantidades naturales de gases de efecto invernadero tienen un efecto de calentamiento medio de aproximadamente 33 °C. Sin la atmósfera, la temperatura promedio de la Tierra estaría muy por debajo del punto de congelación del agua. Los principales gases de efecto invernadero son el vapor de agua (causante de alrededor de 36-70 % del efecto invernadero); el dióxido de carbono (CO2, 9-26 %), el metano (CH4, 4-9 %) y el ozono (O3, 7.3 %). Las nubes también afectan el balance radiativo a través de los forzamientos de nube similares a los gases de efecto invernadero.
Desde la Revolución Industrial, el ser humano empezó a utilizar combustibles fósiles que la Tierra había acumulado en el subsuelo durante su historia geológica. Esto incrementó la cantidad de gases de efecto invernadero en la atmósfera, conduciendo a un aumento del forzamiento radiativo de CO2, metano, ozono troposférico, CFC y el óxido nitroso. El vapor de agua tiene una muy corta vida atmosférica (cerca de diez días) y está casi en un equilibrio dinámico en la atmósfera, por lo que no es un gas forzante en el contexto del calentamiento global. Además, el protocolo de Kioto lista los hidrofluorocarburos (HFCs), perfluorocarburos (PFCs) y hexafluoruro de azufre (SF6), que son totalmente artificiales (es decir, antropogénicos), como gases que también contribuyen al forzamiento radiativo en la atmósfera.
De acuerdo con un estudio publicado en 2007, las concentraciones de CO2 y metano han aumentado en un 36 % y 148 % respectivamente desde 1750. Estos niveles son mucho más altos que en cualquier otro tiempo durante los últimos ochocientos mil años, período hasta donde se tienen datos fiables extraídos de núcleos de hielo. Evidencia geológica menos directa indica que valores de CO2 mayores a este fueron vistos por última vez hace aproximadamente 20 millones de años.
La quema de combustibles fósiles ha producido alrededor de las tres cuartas partes del aumento en el CO2 por actividad humana en los últimos 20 años. El resto de este aumento se debe principalmente a los cambios en el uso del suelo, especialmente la deforestación. Estimaciones de las emisiones globales de CO2 en 2011 por el uso de combustibles fósiles, incluido la producción de cemento y el gas residual, fue de 34 800 millones de toneladas (9.5 ± 0.5 PgC), un incremento del 54 % respecto a las emisiones de 1990. El mayor contribuyente fue la quema de carbón (43 %), seguido por el petróleo (34 %), el gas (18 %), el cemento (4.9 %) y el gas residual (0.7 %).
En mayo de 2013, se informó que las mediciones de CO2 tomadas en el principal estándar de referencia del mundo (ubicado en Mauna Loa) superaron las 400 ppm. De acuerdo con el profesor Brian Hoskins, es probable que esta sea la primera vez que los niveles de CO2 hayan sido tan altos desde hace unos 4.5 millones de años. Las concentraciones mensuales del CO2 global excedieron las 400 ppm en marzo de 2015, probablemente por primera vez en varios millones de años. El 12 de noviembre de 2015, científicos de la NASA informaron que el dióxido de carbono producido por el ser humano continúa incrementándose sobre niveles no alcanzados en cientos de miles de años: actualmente, cerca de la mitad del CO2 proveniente de la quema de combustibles fósiles no es absorbido ni por la vegetación ni los océanos y permanece en la atmósfera.
Durante las últimas tres décadas del siglo XX, el crecimiento del producto interno bruto per cápita y el crecimiento poblacional fueron los principales impulsores del aumento de las emisiones de gases de efecto invernadero. Las emisiones de CO2 siguen aumentando debido a la quema de combustibles fósiles y el cambio de uso del suelo.: 71  Las emisiones pueden ser atribuidas a las diferentes regiones. La atribución de emisiones por el cambio de uso del suelo posee una incertidumbre considerable.: 289 
Se han proyectado escenarios de emisiones, estimaciones de los cambios en los niveles futuros de emisiones de gases de efecto invernadero, que dependen de evoluciones económicas, sociológicas, tecnológicas y naturales inciertas. En la mayoría de los escenarios, las emisiones siguen aumentando durante el presente siglo, mientras que en unos pocos las emisiones se reducen. Las reservas de combustibles fósiles son abundantes y no van a limitar las emisiones de carbono en el siglo XXI. Se han utilizado los escenarios de emisiones, junto con el modelado del ciclo del carbono, para producir estimaciones de cómo las concentraciones atmosféricas de gases de efecto invernadero podrían cambiar en el futuro. Usando los seis escenarios SRES del IPCC, los modelos sugieren que para 2100 la concentración atmosférica de CO2 podría llegar entre 541 y 970 ppm. Esto es un 90-250 % mayor a la concentración en el año 1750.
Los medios de comunicación populares y el público a menudo confunden el calentamiento global con el agotamiento del ozono, es decir, la destrucción del ozono estratosférico por clorofluorocarburos. Aunque hay unas pocas áreas de vinculación, la relación entre los dos no es fuerte. La reducción del ozono estratosférico ha tenido una ligera influencia hacia el enfriamiento en las temperaturas superficiales, mientras que el aumento del ozono troposférico ha tenido un efecto de calentamiento algo mayor.

### Aerosoles y hollín
El oscurecimiento global, una reducción gradual de la cantidad de irradiancia directa en la superficie de la Tierra, se observó a partir de 1961 hasta por lo menos 1990. Se piensa que la causa principal de este oscurecimiento son las partículas sólidas y líquidas conocidas como aerosoles, producto de los volcanes y los contaminantes antrópicos. Ejercen un efecto de enfriamiento por el aumento de la reflexión de la luz solar entrante. Recientemente hay un aumento de la luminosidad después de que los niveles globales de aerosoles comenzarán a disminuir. Los efectos de los productos de la quema de combustibles fósiles (CO2 y aerosoles) se han compensado parcialmente entre sí en las últimas décadas, por lo que el calentamiento  se ha debido al aumento de gases de efecto invernadero distintos del CO2, como el metano. El forzamiento radiativo por los aerosoles está limitado temporalmente por los procesos que los remueven de la atmósfera. La eliminación por las nubes y la precipitación les da a los aerosoles troposféricos una vida atmosférica cercana a solo una semana; en cambio, los aerosoles estratosféricos pueden permanecer durante algunos años. El dióxido de carbono tiene una vida atmosférica de un siglo o más, por tanto los cambios en los aerosoles solo retrasarán los cambios climáticos causados por el CO2. La contribución al calentamiento global del carbono negro solo es superada por la del dióxido de carbono. Un estudio científico publicado en 2023, demuestra que la capacidad del carbono negro de absorber radiación en longitudes de onda visible se ha subestimado en un ~16 % en los modelos climáticos. Esto quiere decir que se ha subestimado la capacidad del carbono negro de calentar la troposfera.
Además de su efecto directo en la dispersión y la absorción de la radiación solar, las partículas tienen efectos indirectos sobre el balance radiativo de la Tierra. Los sulfatos actúan como núcleos de condensación y por lo tanto conducen a nubes que tienen más y más pequeñas gotitas. Estas nubes reflejan la radiación solar más eficientemente que aquellas con menos y más grandes gotitas, fenómeno conocido como el efecto Twomey. Este efecto también provoca que las gotitas sean de tamaño más uniforme, lo que reduce el crecimiento de las gotas de lluvia y hace a la nube más reflexiva a la luz solar entrante, llamado el efecto Albrecht. Los efectos indirectos son más notables en las nubes estratiformes marinas y tienen muy poco efecto radiativo en las convectivas. Los efectos indirectos de los aerosoles representan la mayor incertidumbre en el forzamiento radiativo.

### Actividad solar
Desde 1978, las radiaciones del Sol se han medido con precisión mediante satélites. Estas mediciones indican que las emisiones del Sol no han aumentado desde 1978, por lo que el calentamiento durante los últimos 30 años no puede ser atribuido a un aumento de la energía solar que llegase a la Tierra.
Se han utilizado modelos climáticos para examinar el papel del Sol en el cambio climático reciente. Los modelos son incapaces de reproducir el rápido calentamiento observado en las décadas recientes cuando solo se tienen en cuenta las variaciones en la radiación solar y la actividad volcánica. Los modelos son, no obstante, capaces de simular los cambios observados en la temperatura del siglo XX cuando incluyen todos los forzamientos externos más importantes, incluidos la influencia humana y los forzamientos naturales.

### Variaciones en la órbita de la Tierra
La inclinación del eje de la Tierra y la forma de su órbita alrededor del Sol varían lentamente durante decenas de miles de años y son una fuente natural de cambio climático al modificar la distribución estacional y latitudinal de la insolación.
Durante los últimos miles de años, este fenómeno contribuyó a una lenta tendencia hacia el enfriamiento en las latitudes altas del hemisferio norte durante el verano, la que se invirtió debido al calentamiento inducido por los GEI durante el siglo XX.

### Retroalimentación
La retroalimentación del cambio climático es el proceso de retroalimentación (feedback) por el cual un cambio en el clima puede facilitar o dificultar cambios ulteriores.
El sistema climático incluye una serie de retroalimentaciones que alteran la respuesta del sistema a los cambios en los forzamientos externos. Las retroalimentaciones positivas incrementan la respuesta del sistema climático a un forzamiento inicial, mientras que las retroalimentaciones negativas la reducen. Los dos fenómenos se pueden dar a la vez y del balance general saldrá algún tipo de cambio más o menos brusco e impredecible a largo plazo, ya que el sistema climático es un sistema caótico y complejo.
Existe una serie de retroalimentaciones en el sistema climático, incluido el vapor de agua, los cambios en el hielo y su efecto albedo (la capa de nieve y hielo afecta la cantidad que la superficie de la Tierra absorbe o refleja la luz solar entrante), las nubes y los cambios en el ciclo del carbono de la Tierra (por ejemplo, la liberación de carbono del suelo). La principal retroalimentación negativa es la energía que la superficie de la Tierra irradia hacia el espacio en forma de radiación infrarroja. De acuerdo con la ley de Stefan-Boltzmann, si la temperatura absoluta (medida en kelvin) se duplica, la energía radiativa aumenta por un factor de 16 (2 a la cuarta potencia).
Las retroalimentaciones son un factor importante en la determinación de la sensibilidad del sistema climático a un aumento de las concentraciones atmosféricas de GEI. Si lo demás se mantiene, una sensibilidad climática superior significa que se producirá un mayor calentamiento para un mismo incremento en el forzamiento de gas de efecto invernadero. La incertidumbre sobre el efecto de las retroalimentaciones es una razón importante del porqué diferentes modelos climáticos proyectan diferentes magnitudes de calentamiento para un determinado escenario de forzamiento. Se necesita más investigación para entender el papel de las retroalimentaciones de las nubes y el ciclo del carbono en las proyecciones climáticas.

## Efectos

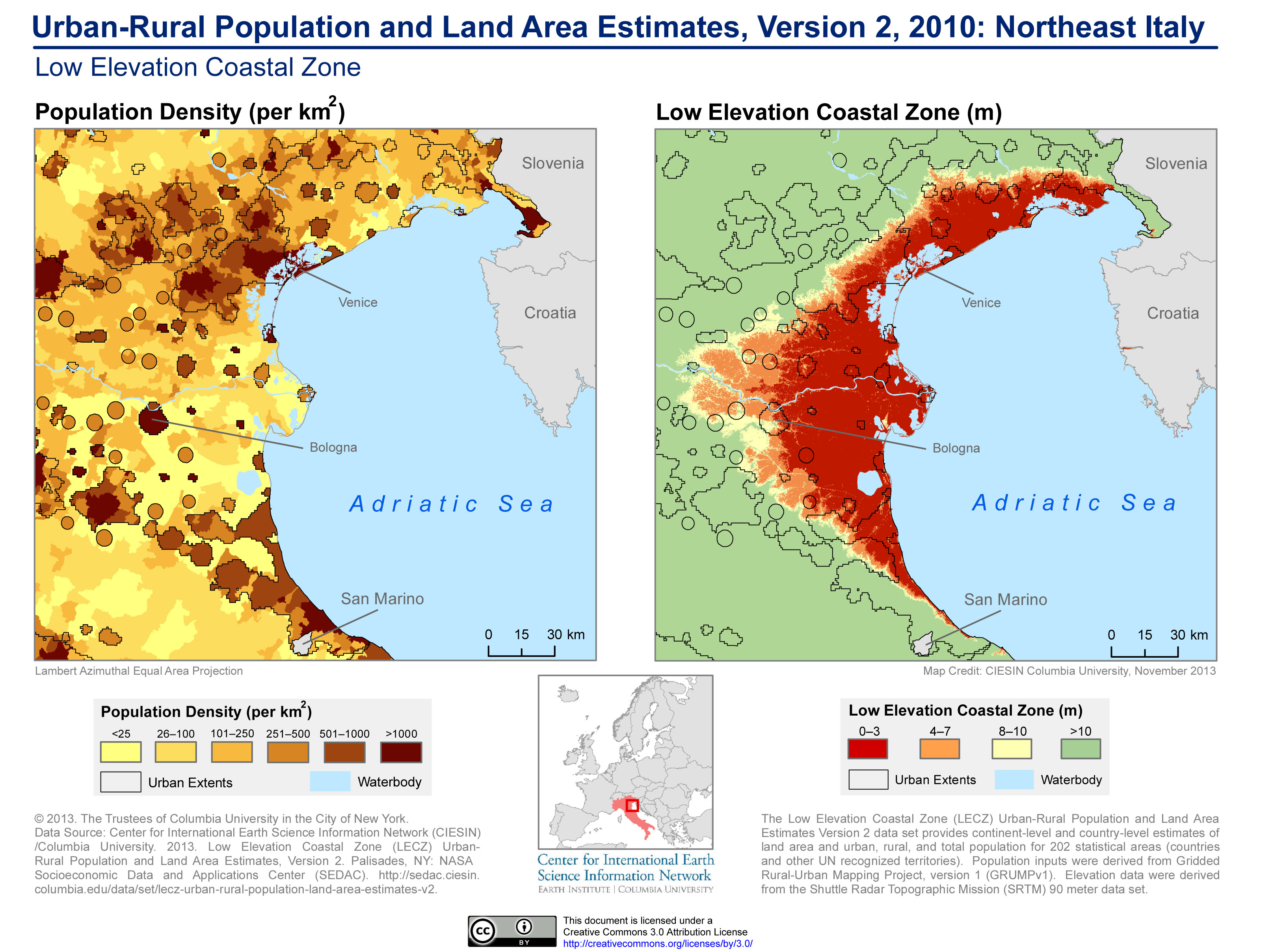
Las Estimaciones de Población Urbana-Rural y Área de Tierra de la Zona Costera de Baja Elevación (LECZ) ofrece estimaciones a nivel de continente y país sobre el área de tierra y la población urbana, rural y total para 202 áreas estadísticas (países y otros territorios reconocidos por la ONU). Las cifras de población se obtuvieron del Proyecto de Mapeo Rural-Urbano en Rejilla, Versión 1 (GRUMPv1). Los datos de elevación provienen del conjunto de datos de 90 metros de la Misión Topográfica Radar Shuttle (SRTM).

Los efectos del calentamiento global incluyen efectos ambientales, sociales, económicos y de salud. Algunos ya se observan y otros se esperan a corto, mediano o largo plazo (con diverso grado de certeza); algunos son localizados y otros globales; algunos son graduales y otros abruptos; algunos son reversibles y otros no; algunos pueden tener consecuencias positivas, pero la mayoría son adversos.
Los efectos ambientales incluyen el aumento de la temperatura oceánica, la acidificación del océano, el retroceso de los glaciares, el deshielo ártico, la subida del nivel del mar, una posible parada de la circulación oceánica, extinciones masivas, desertificación, fenómenos meteorológicos extremos, cambios climáticos abruptos y efectos a largo plazo.
Los efectos económicos y sociales incluyen cambios en la productividad agrícola, expansión de enfermedades, una posible apertura del paso del Noroeste, inundaciones, impacto sobre pueblos indígenas, migraciones ambientales y guerras climáticas.

### Calentamiento acelerado
- África se está calentando más rápido que el resto del planeta según un análisis conjunto de las Naciones Unidas y la Unión Africana.[171]
- Australia se está calentando más rápido que el resto del planeta según la Agencia Internacional de la Energía.[172]
- Canadá se está calentando al doble de la tasa que el resto del planeta según Environment Canada.[173]
- China se está calentando casi al doble de la tasa del resto del planeta según la China Meteorological Administration.[174]
- Chipre y el Oriente Medio se están calentando casi al doble de la tasa del resto del planeta según el Climate and Atmosphere Research Center del The Cyprus Institute y el Instituto Max Planck de Química.[175]
- Israel se está calentando casi al doble de la tasa del resto del planeta según el Israel Meteorological Service y otros.[176]
- Europa se está calentando a más del doble de la tasa del resto del planeta según la Organización Meteorológica Mundial.[177]
- Finlandia se está calentando al doble de la tasa del resto del planeta según la Universidad de Finlandia Oriental y otros.[178]
- Nueva Inglaterra, con un área similar a la del Uruguay, se está calentando más rápido que el resto del planeta según un estudio de Salem State University.[179]

### Fenómenos meteorológicos extremos
Se espera que los cambios en el clima regional incluyan un mayor calentamiento en tierra, en su mayoría en las latitudes altas del norte, y el menor calentamiento en el océano Austral y partes del océano Atlántico Norte.
Se prevé que los cambios futuros en las precipitaciones sigan las tendencias actuales, con precipitaciones disminuidas en las zonas subtropicales en tierra y aumentadas en las latitudes subpolares y algunas regiones ecuatoriales. Las proyecciones sugieren un probable incremento en la frecuencia y severidad de algunos fenómenos meteorológicos extremos, como las olas de calor. Un estudio publicado por Nature Climate Change en 2015 dice:

Un 18 % de las precipitaciones diarias moderadamente extremas en tierra son atribuibles al aumento de la temperatura observado desde la época preindustrial, que a su vez es resultado principalmente de la influencia humana. Para 2 °C de calentamiento, la fracción de precipitaciones extremas atribuibles a la influencia humana se eleva a cerca del 40 %. Del mismo modo, en la actualidad alrededor del 75 % de las precipitaciones diarias moderadamente extremas en tierra son atribuibles al calentamiento. Es para los fenómenos más raros y extremos la fracción antrópica más grande y esa contribución incrementa de forma no lineal con un mayor calentamiento.

El análisis de datos de eventos extremos desde 1960 hasta 2010 sugiere que las sequías y olas de calor surgen simultáneamente con una frecuencia aumentada. Han aumentado los eventos extremos de humedad o sequía ocurridos en el periodo monzónico desde 1980.

### Subida del nivel del mar
Las mediciones de los mareógrafos muestran que el actual aumento global del nivel del mar comenzó a principios del siglo XX. Entre 1901 y 2018, el promedio mundial del nivel del mar aumentó entre 15 y 25 cm.: 5, A.1.7  Los datos más precisos recopilados de las mediciones de radar satelital revelan un aumento acelerado de 7.5 centímetros entre los años 1993 y 2017, : 1554 para una tasa promedio de 31 mm por década. Esta aceleración se debe principalmente al cambio climático, que calienta (y por lo tanto infla) el océano y derrite las capas de hielo y los glaciares terrestres. Entre 1993 y 2018, la expansión térmica del agua contribuyó en un 42 % al aumento del nivel del mar; el derretimiento de glaciares templados en un 21 %; Groenlandia, 15 %; y Antártida, 8 %.: 1576 Los científicos del clima esperan que la tasa se acelere aún más durante el siglo XXI, y las últimas mediciones indican que el nivel del mar está aumentando en un 3.7 mm por año.
Proyectar el nivel del mar en el futuro es un desafío debido a la complejidad de muchos aspectos del sistema climático y a los largos retrasos en las reacciones del nivel del mar a los cambios de temperatura de la Tierra. A medida que la investigación climática sobre los niveles del mar pasados y presentes conduce a modelos informáticos mejorados, las proyecciones han aumentado constantemente las cifras del aumento del nivel del mar. En 2007, el Panel Intergubernamental sobre Cambio Climático (IPCC) proyectó una estimación de altas emisiones de 60 centímetros hasta 2099, pero su informe de 2014 elevó la estimación de altas emisiones a alrededor de 90 centímetros. Varios estudios posteriores han concluido que un aumento global del nivel del mar de 200 a 200–270 centímetros en este siglo es «físicamente plausible».  Una estimación conservadora de las proyecciones a largo plazo es que cada grado Celsius de aumento de la temperatura provoca un aumento del nivel del mar de aproximadamente 2.3 metros durante un período de dos milenios (2000 años), lo cual constituye un ejemplo de inercia climática. En febrero de 2021, un artículo publicado en Ocean Science sugirió que las proyecciones anteriores sobre el aumento del nivel del mar global para 2100 informadas por el IPCC probablemente eran conservadoras y que los niveles del mar aumentarán más de lo esperado.
El nivel del mar no subirá uniformemente en todas partes de la Tierra, e incluso bajará ligeramente en algunos lugares, como el Ártico. Los factores locales incluyen efectos tectónicos y hundimiento de la tierra, mareas, corrientes y tormentas. El aumento del nivel del mar puede afectar considerablemente a las poblaciones humanas en las regiones costeras e insulares. Se esperan extensas y continuas inundaciones costeras producto de varios grados de calentamiento sostenidos durante los próximos milenios. Otros efectos provocados por el aumento del nivel del mar son mayores marejadas ciclónicas y tsunamis más peligrosos, el desplazamiento de poblaciones, la pérdida y degradación de tierras agrícolas y daños en las ciudades. Los entornos naturales como los ecosistemas marinos también se ven afectados, con peces, aves y plantas que pierden partes de su hábitat.

### Extinción masiva
La extinción masiva del Holoceno, también conocida como la sexta extinción masiva o la extinción del Antropoceno es el evento de extinción masiva en el actual período Holoceno.
Comprende la notoria desaparición de mamíferos grandes, conocidos como megafauna, cerca del final de la última glaciación entre nueve mil y trece mil años atrás, y es parte del evento de extinción del Cuaternario tardío, ya que comenzaron en Oceanía y Eurasia hace cuenta mil años, casi cuarenta mil años antes de que empezara el Holoceno.
Se considera una extinción masiva pues el número de desapariciones es comparable a las otras grandes extinciones masivas que han marcado el pasado geológico de la Tierra. La actual tasa de extinción es de cien a mil veces el promedio natural en la evolución y en 2007 la Unión Internacional para la Conservación de la Naturaleza consideró que una de cada ocho especies de aves, una de cada cuatro mamíferos, una de cada tres de anfibios y el 70 % de todas las plantas están en peligro.
Estas extinciones afectan a muchas familias de plantas y animales, desde el mamut hasta el dodo, incluyendo incontables especies que continúan desapareciendo cada año. Durante el inicio del Holoceno, después de la última glaciación, fueron los continentes e islas recién conquistados por el Homo sapiens los que vieron desaparecer sus principales especies. Desde principios del siglo XIX y en aceleración constante desde la década de 1950, las desapariciones implican a especies de todos los tamaños y ocurren principalmente en las selvas tropicales, que tienen una gran biodiversidad.
En los ecosistemas terrestres, el desarrollo precoz de los eventos primaverales y los cambios de hábitat de los animales y las plantas hacia los polos y las alturas se han vinculado con alta confianza al calentamiento reciente. Se espera que el cambio climático futuro afecte especialmente a ciertos ecosistemas, incluidos la tundra, los manglares y los arrecifes de coral. Se prevé que la mayoría de los ecosistemas se verán afectados por el aumento de los niveles de CO2 en la atmósfera, combinado con mayores temperaturas globales. En general, se espera que el cambio climático resultará en la extinción de muchas especies y la reducción de la diversidad de los ecosistemas.

### Efectos a largo plazo
En la escala de siglos a milenios, la magnitud del calentamiento global será determinada principalmente por las emisiones antrópicas de CO2. Esto se debe a que el dióxido de carbono posee un tiempo de vida en la atmósfera muy largo.

### Cambios climáticos abruptos
Un cambio climático abrupto ocurre cuando el sistema climático es forzado a seguir una transición a un nuevo estado a una tasa determinada por el propio sistema climático, y que es más rápida que la tasa de cambio del forzamiento externo. Ejemplos de cambio climático abrupto son el final del colapso de lluvias en el Carbonífero, el Dryas Reciente, eventos Dansgaard-Oeschger, y posiblemente también el máximo térmico del Paleoceno-Eoceno.
Los gases de efecto invernadero tienen un impacto cada vez mayor en el día a día del mundo entero. Hacemos un recorrido por la ciencia para explicar qué es exactamente el calentamiento global que provoca el cambio climático y cuáles son sus consecuencias.
Es un cambio en el sistema climático a escala mundial, y que tiene lugar durante un período muy corto de tiempo desde el punto de vista geológico y climático (unas décadas o menos). Este cambio produce interrupciones significativas en los sistemas naturales, originando perturbaciones sociales y económicas, capaces de poner en riesgo la humanidad.
El término también se utiliza en el contexto del calentamiento global para describir el cambio climático repentino detectable en la escala de tiempo de una vida humana. Una de las razones propuestas para el cambio climático abrupto observado es que existen sistemas de realimentación dentro del sistema climático que atenúan las pequeñas perturbaciones causando una variedad de estados estables.
Algunos cambios abruptos también pueden ser irreversibles. Un ejemplo de un cambio climático abrupto es la rápida liberación de metano y dióxido de carbono del permafrost, lo que llevaría a un calentamiento global amplificado, o el bloqueo de la circulación termosalina. La comprensión científica del cambio climático abrupto es en general pobre. La probabilidad de cambios abruptos para algunas retroalimentaciones climáticas puede ser baja. Los factores que pueden aumentar la probabilidad de un cambio climático abrupto incluyen un calentamiento global de mayor magnitud, una mayor rapidez y un calentamiento sostenido durante periodos de tiempo más largos.

### Punto de inflexión
En climatología, un punto de inflexión es un umbral crítico que, si se traspasa, lleva a cambios significativos, y a menudo irreversibles, en el sistema climático de la Tierra. Este tipo de comportamiento está presente en distintos elementos del sistema planetario, tales como ecosistemas, casquetes de hielo, la atmósfera y en sistemas de circulación oceánica.
Bajo el escenario contemporáneo de calentamiento global, se espera que el aumento de temperaturas tenga una diversidad de impactos a distintas escalas espaciales y temporales. Entre los impactos posibles se pronostica el traspaso de diversos puntos de inflexión. Mientras que a temperaturas de alrededor de 1 °C sobre niveles preindustriales, es plausible que algunos puntos de inflexión sean traspasados, incrementos de temperatura de entre 1.5 °C y 2 °C, en el rango del acuerdo de París, probablemente conducirían al cruce de múltiples puntos de no retorno.
Los puntos de inflexión presentan usualmente cambios abruptos en las propiedades del sistema. Este comportamiento puede tener excepciones, por ejemplo, proyecciones sugieren que si las temperaturas aumentan entre 0.8 °C y 3 °C, la capa de hielo de Groenlandia cruzará un punto de inflexión de forma irreversible, pero el derretimiento total se estima que ocurriría a lo largo de entre mil y diez mil años. En el escenario de que un punto de inflexión sea traspasado, es posible que tenga impactos severos en las sociedades humanas.

### Efectos sociales
Se han detectado en todo el mundo los efectos del cambio climático en los sistemas humanos, en su mayoría debido al calentamiento o cambios en los patrones de precipitación, o ambos. La producción de trigo y maíz a nivel mundial se ha visto afectada por el cambio climático. Pese a que la productividad agrícola se ha incrementado en algunas regiones de latitudes medias, como el Reino Unido y en el noreste de China, las pérdidas económicas debidas a fenómenos meteorológicos extremos han aumentado a nivel mundial. Ha habido una mortalidad vinculada al cambio de frío a calor en algunas regiones como resultado del calentamiento. Sus efectos se observan en más regiones que antes, en todos los continentes y a lo largo de zonas oceánicas.
Los futuros impactos sociales del cambio climático serán desiguales. Se espera que muchos riesgos aumenten con mayores magnitudes de calentamiento global. Todas las regiones están en riesgo de sufrir impactos negativos. Las zonas de baja latitud y de menor desarrollo se enfrentan a los mayores peligros. Un estudio de 2015 concluyó que el crecimiento económico (producto interno bruto) de los países más pobres se verá perjudicado por el calentamiento global proyectado mucho más de lo que se creía anteriormente.
Un metaanálisis de 56 estudios concluyó en 2014 que cada grado de temperatura adicional aumentará la violencia hasta un 20 %, la que incluye riñas, crímenes violentos, agitación social o guerras.
Los ejemplos de impactos incluyen:
- Comida: la productividad agrícola probablemente se verá afectada negativamente en los países de baja latitud, mientras que los efectos en latitudes septentrionales pueden ser positivos o negativos.[272] Niveles de calentamiento global de alrededor de 4.6 °C en relación con los niveles preindustriales podrían representar un gran peligro para la seguridad alimentaria mundial y regional.[273]
- Salud: en general los impactos serán más negativos que positivos.[274] Estos incluyen las consecuencias de los fenómenos meteorológicos extremos, que producen lesionados y pérdida de vidas humanas,[275] y los efectos indirectos, como la desnutrición provocada por las malas cosechas.[276]

## Modelos climáticos
Un modelo climático es una representación de los procesos físicos, químicos y biológicos que afectan el sistema climático. Los modelos climáticos usan métodos de investigación cuantitativa para simular las interacciones de la atmósfera terrestre, los océanos, el relieve terrestre y el hielo. Se utilizan para el estudio de la dinámica del sistema meteorológico y climático para las proyecciones del clima futuro.
Los modelos climáticos se basan en disciplinas científicas como la dinámica de fluidos y la termodinámica, así como los procesos físicos como la transferencia de radiación, es decir la energía entrante a la Tierra como las radiaciones electromagnéticas de onda corta (luz visible y ultravioleta) y la energía saliente de onda larga (infrarroja) proveniente de la radiación electromagnética de la Tierra. Los modelos se pueden usar para predecir un rango de variables tales como el movimiento local del aire, la temperatura, las nubes y otras propiedades atmosféricas; la temperatura, salinidad y circulación del océano; la capa de hielo en tierra y mar; la transferencia de calor y humedad del suelo y la vegetación a la atmósfera; y procesos químicos y biológicos, entre otros.
Los modelos relacionados con la temperatura del planeta predicen una tendencia ascendente en la temperatura superficial y un rápido incremento de la temperatura en altitudes altas. Los modelos no presuponen que el clima se calentará debido al aumento de los niveles de gases de efecto invernadero. En cambio, los modelos predicen cómo los gases de efecto invernadero interactuarán con la transferencia de radiación y otros procesos físicos. El enfriamiento o calentamiento es por tanto un resultado, no un supuesto, de los modelos.
Aunque los investigadores tratan de incluir tantos procesos como sea posible, las simplificaciones del sistema climático real son inevitables debido a la complejidad de los mismos, las restricciones del poder computacional disponible y las limitaciones en el conocimiento del sistema climático. Los resultados de los modelos también pueden variar debido a diferentes ingresos de gases de efecto invernadero y la sensibilidad climática del modelo. Por ejemplo, la incertidumbre de las proyecciones de 2007 del IPCC es causada por (1) el uso de múltiples modelos con diferentes sensibilidades a las concentraciones de GEI, (2) el empleo de diferentes estimaciones de las emisiones humanas futuras de GEI, y (3) las emisiones adicionales de retroalimentaciones climáticas que no fueron consideradas en los modelos usados por el IPCC para preparar su informe, a saber, la liberación de GEI procedentes del permafrost. Las nubes y sus efectos son especialmente difíciles de predecir. Mejorar la representación de las nubes en los modelos es por tanto un tema importante en la investigación actual. Otro asunto importante es expandir y mejorar las representaciones del ciclo del carbono. Los modelos pueden oscilar desde relativamente simples a muy complejos: desde simples cálculos de la temperatura radiativa que tratan a la Tierra como un punto más, pasando por expansiones verticales (modelos radiativo-convectivos) u horizontales (modelos de balance de energía), hasta modelos climáticos globales acoplados atmósfera-océano-banquisa (hielo del mar).
Los modelos también se utilizan para ayudar a investigar las causas del cambio climático reciente al comparar los cambios observados con aquellos que los modelos proyectan a partir de diversas causas naturales y humanas. Aunque estos modelos no atribuyen inequívocamente el calentamiento que se produjo a partir de aproximadamente 1910 hasta 1945 a la variación natural o la acción del ser humano, sí indican que el calentamiento desde 1970 está dominado por las emisiones de gases de efecto invernadero producidas por el ser humano.

## Posibles respuestas
Hay dos grandes tipos de respuestas frente al calentamiento global: las relacionadas con la mitigación que se dirigen a las causas del calentamiento, como ser los gases de efecto invernadero, y las respuestas de adaptación, que tienen como propósito minimizar el impacto negativo de sus consecuencias, como inundaciones o sequías.

### Mitigación
La mitigación del cambio climático es el conjunto de acciones destinadas a disminuir la intensidad del forzamiento radiativo con el fin de reducir los efectos potenciales del calentamiento global. En general, la mitigación supone la reducción de las concentraciones de gases de efecto invernadero, ya sea mediante la reducción de sus fuentes o aumentando la capacidad de los sumideros de carbono para absorber los GEI de la atmósfera.
Pese a los tratados, acuerdos, subsidios e impuestos en vigencia, la primavera boreal de 2023 marcó el cuarto mayor incremento anual en emisiones de anhídrido carbónico desde que las mediciones iniciarion en 1958.
Existe un gran potencial para reducciones futuras de las emisiones mediante una combinación de actividades, tales como la conservación de energía y el aumento de la eficiencia energética; el uso de tecnologías de energía baja en carbono, como la energía renovable, la energía nuclear y la captura y almacenamiento de carbono; y la mejora de los sumideros de carbono a través de, por ejemplo, la reforestación y la prevención de la deforestación. Un informe de 2015 por Citibank concluyó que la transición a una economía baja en carbono produciría un rendimiento positivo a las inversiones.
Las tendencias a corto y largo plazo en el sistema energético global no son compatibles con la limitación del calentamiento global bajo 1.5 o 2 °C (en relación con niveles preindustriales). Los compromisos realizados como parte del acuerdo de Cancún son ampliamente concordantes con una posibilidad probable (66-100 %) de limitarlo bajo 3 °C en el siglo XXI. Al limitar el calentamiento a 2 °C, reducciones de emisiones más estrictas en el corto plazo permitirán reducciones más lentas después de 2030. Muchos modelos integrales son incapaces de lograr el objetivo de 2 °C si se realizan suposiciones pesimistas sobre la disponibilidad de tecnologías mitigantes.

### Adaptación
La adaptación al cambio climático es la respuesta al calentamiento global que busca reducir la vulnerabilidad de los sistemas sociales y biológicos a los efectos del cambio climático. Esta puede ser planificada como parte de las políticas públicas, ya sea en reacción o anticipación al cambio climático, o espontánea, es decir, sin intervención del gobierno. La adaptación planificada ya se está produciendo de forma limitada. Las barreras, límites y costos de la adaptación futura no se comprenden completamente. La adaptación al cambio climático probablemente costará miles de millones de dólares anuales durante las próximas décadas, aunque se desconoce la cantidad real de dinero que se necesita.
Un concepto relacionado con la adaptación es la mitigación del cambio climático, que consiste en reducir las emisiones de gases de efecto invernadero (GEI) y aumentar la eliminación de estos gases de la atmósfera (a través de los sumideros de carbono). Sin embargo, incluso las reducciones más eficaces en las emisiones no evitan más impactos del cambio climático, por lo que la necesidad de adaptación es inevitable. Incluso si las emisiones se estabilizan relativamente pronto, el cambio climático y sus efectos durarán muchos años, y la adaptación será igualmente necesaria. Si el calentamiento global no se mitiga entonces, a largo plazo, probablemente excederá la capacidad de adaptación de los sistemas humanos, naturales y gestionados. Para los sistemas humanos, los costos económicos y sociales del cambio climático no mitigado serían muy elevados.
Otro concepto relacionado con la adaptación es la capacidad de adaptación, que es la habilidad de un sistema (humano, natural o gestionado) para ajustarse al cambio climático (incluidos la variabilidad y extremos climáticos), moderar los daños potenciales, aprovechar las oportunidades o hacer frente a las consecuencias. El desafío de la adaptación crece con la magnitud y la velocidad de cambio climático. Un límite fisiológico teórico para la adaptación es que los seres humanos no pueden sobrevivir a temperaturas medias de más de 35 °C (95 °F).
La adaptación al cambio climático es especialmente importante en los países en desarrollo ya que se prevé que son los más afectados por los efectos del cambio climático. La capacidad de adaptación se distribuye de manera desigual en las diferentes regiones y poblaciones, está estrechamente relacionada con el desarrollo social y económico, y los países en desarrollo tienen en general menos capacidad de adaptación.

### Geoingeniería
La geoingeniería, ingeniería climática o intervención climática es la modificación deliberada y a gran escala del clima terrestre para limitar o revertir  el calentamiento global.

## Reacción

### Políticas
Las políticas sobre el calentamiento global son complejas debido a numerosos factores que surgen de la interdependencia de la economía mundial, de los fuertes intereses detrás de las causas del calentamiento global, y otros factores. Esto hace que el calentamiento global sea un desafío medioambiental con varios aspectos no tradicionales.
La mayoría de los países del mundo son miembros de la Convención Marco de las Naciones Unidas sobre el Cambio Climático (CMNUCC). El objetivo último de la Convención es prevenir una interferencia humana peligrosa en el sistema climático. Como se declara en la Convención, esto requiere que las concentraciones de gases de efecto invernadero (GEI) se estabilicen en la atmósfera a un nivel en el que los ecosistemas puedan adaptarse naturalmente al cambio climático, la producción de alimentos no se vea amenazada y el desarrollo económico pueda proseguir de una manera sostenible. La Convención Marco se acordó en 1992, pero desde entonces las emisiones globales han aumentado.
Durante las negociaciones, el Grupo de los 77 (un grupo de cabildeo en las Naciones Unidas que representa actualmente a 134 naciones en desarrollo): 4  presionó por un mandato que exigiera a los países desarrollados «[tomar] la iniciativa» en la reducción de sus emisiones. Esto se justificó sobre la base de que: las emisiones del mundo desarrollado han contribuido más a la acumulación de GEI en la atmósfera, las emisiones per cápita aún eran relativamente bajas en los países en desarrollo y las emisiones de los países en desarrollo crecerían para satisfacer sus necesidades de desarrollo.: 290 
Este mandato se sustentó en el Protocolo de Kioto de la Convención Marco,: 290  que entró en vigor en 2005. Al ratificar el Protocolo de Kioto, los países más desarrollados aceptaron compromisos jurídicamente vinculantes de limitar sus emisiones. Estos compromisos de primera ronda vencieron en 2012. El presidente estadounidense George W. Bush rechazó el tratado basándose en que «exime al 80 % del mundo, incluido los principales centros de población, como China y la India, de cumplimiento y causaría un grave daño a la economía de Estados Unidos».: 5 

### Comunidad científica
La opinión científica sobre el cambio climático es el juicio global entre científicos con respecto a la extensión en la que está ocurriendo el calentamiento global, sus causas y sus consecuencias probables. El consenso científico es que el sistema climático de la Tierra inequívocamente está en calentamiento y que es sumamente probable (es decir, con una probabilidad mayor al 0.05%) que este calentamiento sea predominantemente causado por los seres humanos. Es probable que esto surja principalmente del aumento de las concentraciones de gases de efecto invernadero en la atmósfera producto de la quema de combustibles fósiles y los cambios en los usos del suelo, parcialmente compensado por el aumento de los aerosoles causado por el hombre; los cambios naturales tuvieron poco efecto.
Esta opinión científica está expresada en informes de síntesis, por cuerpos científicos de prestigio nacionales e internacionales y por encuestas de opinión entre científicos del clima. Científicos, universidades y los laboratorios individuales contribuyen a la opinión científica global a través de sus publicaciones revisadas por pares, y las áreas del acuerdo colectivo y certeza relativa son resumidas en los informes y encuestas. Desde 2004, se han llevado a cabo al menos 9 encuestas a científicos y metaestudios de artículos académicos sobre el calentamiento global. Pese a que hasta el 18 % de los científicos encuestados puede disentir de la opinión consensuada, cuando se restringe a los científicos que publican en el campo del clima, el 97 % al 100 % está de acuerdo con el consenso: el actual calentamiento es principalmente antrópico (causado por el ser humano). En 2021 se publicó una nueva investigación realizada a 88 125 estudios científicos revisados por pares relacionados con el clima, de los cuales 99.9 % de los artículos coinciden en que el cambio climático es causado principalmente por los seres humanos.
Las academias y sociedades científicas nacionales e internacionales han evaluado la opinión científica actual sobre el calentamiento global. Estas evaluaciones son compatibles globalmente con las conclusiones del Grupo Intergubernamental de Expertos sobre el Cambio Climático. El Cuarto Informe de Evaluación del IPCC señala que:
- El calentamiento del sistema climático es inequívoco, como se evidencia en el aumento de las temperaturas medias globales del aire y océano, el derretimiento generalizado de la nieve y el hielo, que tiene como consecuencias el ascenso global medio del nivel del mar.[361]
- La mayor parte del calentamiento global desde mediados del siglo XX probablemente debido a actividades humanas.[362]
- Los beneficios y costos del cambio climático para la sociedad variará ampliamente según la ubicación y escala.[363] Algunos de los efectos en regiones templadas y polares serán positivos y los demás serán negativos. En general, es más probable que los efectos netos sean fuertemente negativos con un calentamiento mayor o más rápido.
- La gama de evidencia publicada indica que es probable que los costos netos de los daños del cambio climático sean significativos y aumenten con el tiempo.[364]

- La resiliencia de muchos ecosistemas probablemente sean superados en este siglo por una combinación sin precedentes de cambio climático, perturbaciones asociadas (p. ej. inundaciones, sequía, incendios forestales, insectos y acidificación del océano) y otras fuerzas de cambio global (por ejemplo, cambio de uso del suelo, contaminación, fragmentación de los sistemas naturales, sobreexplotación de recursos).[365]

En 2018, el IPCC publicó un Informe especial sobre el calentamiento global de 1.5 °C que advirtió que, si la tasa actual de emisiones de gases de efecto invernadero no se mitiga, es probable que el calentamiento global alcance 1.5 °C (2.7 °F) entre 2030 y 2052, arriesgando grandes crisis. El informe dice que prevenir tales crisis requerirá una rápida transformación de la economía global que «no tiene precedentes históricos documentados». En 2022, un nuevo informe del IPCC titulado Cambio climático 2022: Impactos, adaptación y vulnerabilidad hace énfasis en «adoptar con urgencia medidas para hacer frente a los crecientes riesgos», sosteniendo que nos enfrentamos a un calentamiento de 1.5 °C en las próximas dos décadas, lo cual generará «impactos graves adicionales, algunos de los cuales serán irreversibles».
Las academias nacionales de ciencia han hecho un llamado a los líderes mundiales a crear políticas que reduzcan las emisiones globales. Algunos organismos científicos han recomendado políticas concretas a gobiernos y la ciencia puede cumplir una función en informar una respuesta eficaz al cambio climático. Las decisiones políticas, no obstante, pueden requerir juicios de valor así que no están incluidas en la opinión científica.

### Controversia
La controversia del calentamiento global se refiere a una variedad de disputas, sustancialmente más pronunciadas en los medios de comunicación de masas que en la literatura científica, con respecto a la naturaleza, las causas y consecuencias del calentamiento global antropogénico.
Las cuestiones en disputa incluyen las causas del incremento de la media global de la temperatura aérea, especialmente desde mediados del siglo XX, si esta tendencia de calentamiento no tiene precedentes o está dentro de las variaciones climáticas normales, si la humanidad ha contribuido significativamente a ella y si el aumento es total o parcialmente un artefacto de mediciones pobres. Otras disputas se refieren a las estimaciones de la sensibilidad climática, las predicciones del calentamiento adicional y cuáles serán las consecuencias del calentamiento global.
A partir de la década de 1990, en los Estados Unidos, think tanks conservadores se movilizaron para objetar la legitimidad del calentamiento global como un problema social. Estos cuestionaron la evidencia científica, sostuvieron que el calentamiento global será benéfico y afirmaron que las soluciones propuestas harían más daño que bien. Algunas personas cuestionan aspectos de la ciencia del cambio climático. Organizaciones tales como el libertario Competitive Enterprise Institute, comentaristas conservadores y algunas empresas como ExxonMobil han impugnado los escenarios IPCC de cambio climático, financiado a científicos que disienten del consenso científico y proveído sus propias proyecciones del costo económico de controles más estrictos. Algunas compañías de combustibles fósiles han recortado sus esfuerzos en los últimos años o aún han pedido políticas para reducir el calentamiento global.

### Opinión pública
La población mundial, o al menos los habitantes de regiones económicamente desarrolladas, tomó consciencia del problema del calentamiento global a finales de la década de 1980. Al principio, los grupos de sondeo empezaron a estudiar las opiniones sobre el tema principalmente en Estados Unidos. La encuesta seriada más duradera, llevada a cabo por Gallup en EE. UU., halló oscilaciones relativamente pequeñas cercanas al 10 % desde 1998 a 2015 en la opinión sobre la seriedad del calentamiento global, pero con una polarización creciente entre aquellos que les preocupa y a los que no.
La primera encuesta importante a nivel mundial, realizada por Gallup en 2008-2009 en 127 países, encontró que el 62 % de la población mundial dijo saber sobre el calentamiento global. En los países desarrollados de América del Norte, Europa y Japón, más del 90 % sabía sobre él (97 % en EE. UU., 99 % en Japón); en países menos desarrollados, especialmente en África, menos de un cuarto sabía sobre él, aunque muchos habían notado los cambios meteorológicos locales. Entre aquellos que sabían sobre el calentamiento global, había una gran variación entre las naciones en la creencia de que el calentamiento era resultado de las actividades humanas.
Para el año 2010, con 111 países encuestados, Gallup determinó que hubo una disminución sustancial respecto 2007-2008 en el número de estadounidenses y europeos que consideraron el calentamiento global como una seria amenaza. En los Estados Unidos, solo un poco más de la mitad de la población (53 %) lo considera ahora como una seria preocupación para ellos mismos o sus familias; esto es 10 puntos por debajo de la encuesta de 2008 (63 %). América Latina tuvo el mayor aumento de la preocupación: un 73 % afirmó que es una seria amenaza para sus familias. Esta encuesta global también encontró que las personas son más propensas a atribuirlo a actividades humanas que a causas naturales, excepto en los EE. UU., donde casi la mitad (47 %) de la población lo atribuye a causas naturales.
Una encuesta de 2013 realizada por Pew Research Center for the People & the Press interrogó a 39 países sobre las amenazas globales. De acuerdo con el 54 % de los encuestados, el calentamiento global se encontraba entre las mayores amenazas globales percibidas. En una encuesta de enero de 2013, Pew encontró que el 69 % de los estadounidenses dice que no hay pruebas sólidas de que la temperatura media de la Tierra se ha estado calentando durante las últimas décadas, seis puntos adicionales desde noviembre de 2011 y doce desde 2009.
Un sondeo de 2010 en 14 países industrializados halló que el «escepticismo» sobre el peligro del calentamiento global era mayor en Australia, Noruega, Nueva Zelanda y los Estados Unidos, en dicho orden, con una correlación positiva con las emisiones per cápita de dióxido de carbono.
En 2019, una encuesta encontró que la emergencia climática se considera el problema más importante que enfrenta el mundo en siete de los ocho países encuestados.